# Mary Page Stone
Mary Page Stone   (Mornington, 31 de maig de 1865 - Auburn, 19 de desembre de 1910) MB, BS, també coneguda com a Emily Mary Page Stone, va ser una metgessa de l'estat de Victòria, Austràlia.

## Biografia
Mary (nascuda Reed) va néixer a Mornington, Victoria, filla del botiguer John Stone i de la seva esposa Laura Matilda. Va ser educada a Austràlia i a Anglaterra, formant-se com a professora. Va tornar a Melbourne, on va ensenyar a diverses escoles privades abans de formar part de la Universitat de Melbourne com a estudiant de medicina el 1889.
Es va graduar després d'una brillant carrera escolar, quedant segona entre els cinc millors del seu postgrau. Això l'hauria d'haver donat dret a un lloc com a oficial mèdic resident al Royal Melbourne Hospital, però fou polèmicament desqualificada per raó de sexe.
Va fer la pràctica durant setze anys, primer a Windsor i després a Hawthorn, abans de morir com a conseqüència d'una caiguda de la bicicleta després de xocar contra un carretó.
Va ser activa en la causa per la temprança i secretària de la branca victoriana del Consell Nacional de les Dones d'Austràlia (NWA).
Les seves cosines Constance Stone i Clara Stone també van ser metgesses.

## Reconeixements
Una sala d'operacions a l'Hospital Queen Victoria de Melbourne, dissenyat per I. G. Beaver, va ser dedicat a la seva memòria pel Consell Nacional de les Dones d'Austràlia.
El 2007, Stone va ser afegida al Llibre d'honor de dones victorianes.